# Hesperapis parva
Hesperapis parva är en biart som beskrevs av Michener 1937. Hesperapis parva ingår i släktet Hesperapis och familjen sommarbin. Inga underarter finns listade i Catalogue of Life.